# 船越義珍

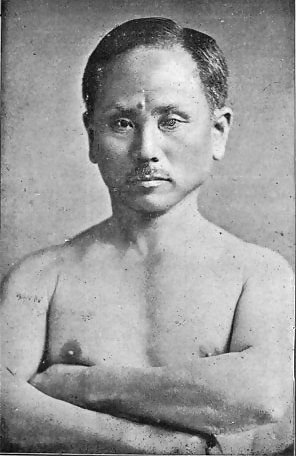
船越義珍（容宜仁）

船越義珍（琉球語：／  ?，日语：／ Funakoshi Gichin；1868年11月10日—1957年4月26日），唐名容宜仁（琉球語：／ ），其童名為思龜（琉球語：／ ），琉球泊村人，琉球國末年的一名唐手家，日本明治時期著名空手道家。他是將空手道自沖繩傳入日本本土的第一人，同時也是現代空手道流派，松濤館流，的創始者。
在琉球國時期，其和名為富名腰義珍（琉球語：〔〕／ ）。琉球處分後將「富名腰」改為同音的「船越」，並以「船越義珍」為戶籍名。

## 生平
船越義珍出生於首里山川村（今那覇市首里山川町）容氏富名腰家，是源自於士族容氏山田家的一個分支，家格為筑登之家（參見琉球位階）。祖父富名腰筑登之義福曾在琉球國第二尚氏王朝時期擔任聞得大君御殿的台所方筆者（書記）職務，退休後在汀良村（今那霸市首里汀良町）建起了房產，但由於船越義珍父親的富名腰筑登之義樞有酗酒惡習，家境因而中落。船越義珍是家中的長男，小時家中極為窮困。他出生時早產，幼年身體孱弱。
考取沖繩縣尋常師範學校速成科，在完成一年學業後，船越義珍通過考試，1887年成為小學代課教師。隨後通過考核，成為正式教員，在沖繩當地小學任教。

### 琉球時期
船越義珍學習武術的過程，記載並不清楚。據湖城流的說法，1885年，船越義珍曾在那霸手大師，湖城大禎（蔡大禎）門下習拳。但因為船越義珍的身材條件不好，只在此學習了三個月。在此之後，船越義珍進入首里手大師安里安恒門下習拳，但正式拜師時間不詳，一般推估是安里安恒在1892年回到沖繩之後，船越義珍約當24歲時開始隨他習拳。此外，還有說法，認為船越義珍曾隨糸洲安恒習拳，但這個說法被船越義珍長子否定，根據其子及其早年弟子的說法，船越義珍是由其友摩文仁賢和處，學到糸洲型的技法，不曾直接跟隨糸洲安恒習拳。
在小學任教期間，船越義珍指導學童練習琉球武術。1916年，船越師生邀請長嶺將真至學校，教授鐵騎與平安型。同年，船越義真曾獲邀至京都武德殿，表演唐手。此外，船越與友人摩文仁賢和曾一同至藤原稜三處學習。1918年，船越義珍與摩仁文賢和在自宅開設沖繩唐手研究會，包括屋部憲通、花城長茂、宮城長順、知花朝信等人都參與其中。1919年，在屋部憲通的推薦下，至沖繩縣師範學校預科，指導課外社團活動。1921年，當時為皇太子的昭和天皇出訪歐洲，途經沖繩，當地中學生及師範學校學生，在首里城舉行的歡迎會上表演唐手，由船越義珍擔任武術指導。
在小學任教三十餘年後退休，船越義真在友人及弟子支持下，共同成立了沖繩尚武會，推廣唐手。

### 東京時期
1922年，船越義珍至東京，參與文部省舉辦的第一回體育展覽會。1923年，受嘉納治五郎的講道館邀請，再度至東京，由嘉納治五郎的弟子儀間真謹擔任示範，船越義珍在講道館的道場中，講解唐手的各手法。船越義珍借宿在明正塾，這是沖繩學生在東京聚居的宿舍。此後，船越義珍居住於東京，在此指導後進。11月，出版《琉球拳法 唐手》，這在日本史上首次出版的唐手相關書籍。此時，船越義珍收了在日本本土的第一批弟子，其中包括大塚博紀、小西康裕等人。
1924年，船越義珍以「唐手研究會長 富名腰義珍」的名義，首次頒發了段位證明的證書，這是空手道史上首次授與段位。粕谷真洋、大塚博紀、小西康裕、儀間真謹等四人獲得了入段證明。同年10月，慶應義塾大學的唐手研究社成立。隔年（1925年），東京帝國大學的唐手研究社成立。船越義珍任唐手研究社的初代師範。同年，出版了《錬胆護身 唐手術》，介紹了琉球唐手的基本型。在這本著作中，可以看出船越義珍在此時，包括站姿都開始與在琉球時不同。
他的弟子大塚博紀及小西康裕，參考了神道揚心流以及竹內流柔術，形成了約束組手的訓練方式。1927年，東京帝國大學的唐手研究會，開始穿上防具，研究自由組手。船越義珍強烈反對自由組手這種訓練方式，因為他更重視唐手在教育及個人修養上的價值。但是其早期弟子，如大塚博紀與小西康裕，則輕視型的訓練，重視實戰，這形成空手道發展的最初路線之爭。1929年，船越義珍辭卸東京帝國大學唐手研究會的師範職位，以表示他對於自由組手的反對，但在慶應義塾大學的練習中，仍然保留了自由組手。同年，在慶應義塾大學發行的機關刊物上，船越義珍參考了般若心經中的空，將唐手定名為空手。
1936年，在東京設立第一間的空手道場，命名為松濤館，名稱來自於船越義珍的雅號“松濤”。同年，出版《空手道教範》三冊，這是空手道首次定名。
1955年，設立日本空手協會，並且持續的在東京道場教授空手道，但是有些協會用來推廣空手道的行為並無法得到其本人的支持。他也寫了相當多本的書，其中包括了他的自傳《空手道一路》。
1957年4月26日，88歲的船越義珍病逝於東京。

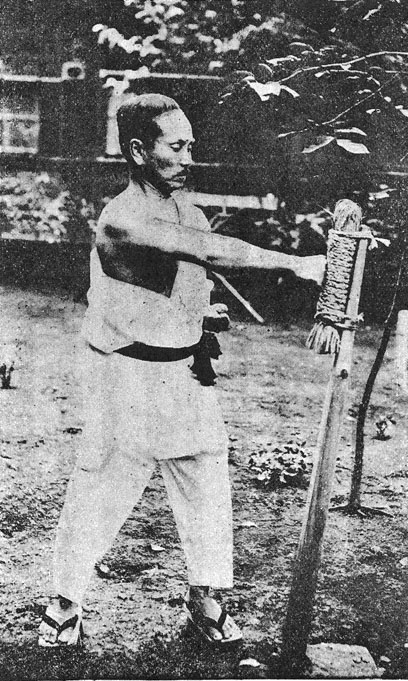
鍛鍊當中的船越義珍

## 武術
他所創的松濤館流，是由他的兒子船越義豪和學生大塚博紀將他平時所教授的空手道加以整理和補強之後所命名的。和船越義珍本人不同的是，松濤館流的空手道把推掌和手刀時的手部位置放低，並且添加了許多的腿法。松濤館流同時也受到劍道的影響，在時機與距離的掌握之下多半師法於劍道。

## 著作

### 空手道書籍
- 「琉球拳法 唐手」武侠社 大正11年出版
- 「錬胆護身 唐手術」廣文堂 大正14年出版
- 「空手道教範」大倉廣文堂 昭和10年出版
- 「空手道一路」産業経済新聞社 1956年出版

- 「錬胆護身 唐手術」榕樹社 1997年（復刻版） ISBN 4-947667-34-6
- 「愛蔵版 空手道一路」榕樹書林 2004年（復刻版）ISBN 4-947667-70-2
- 「琉球拳法 唐手」榕樹書林 2006年（復刻・普及版）ISBN 4-89805-117-0

### 文學作品
- 漢詩《空手道》：「海南神技是空拳，可恨衰微絶正传，谁作中兴大成业，斯心奋发誓苍天。」